# Cassafroneta forsteri
Genre
Espèce
Cassafroneta forsteri, unique représentant du genre Cassafroneta, est une espèce d'araignées aranéomorphes de la famille des Linyphiidae.

## Distribution
Cette espèce est endémique de Nouvelle-Zélande.

## Étymologie
Cette espèce est nommée en l'honneur de Raymond Robert Forster.

## Publication originale
- Blest, 1979 : The spiders of New Zealand. Part V. Linyphiidae-Mynoglenidae. Otago Museum Bulletin, vol. 5, p. 95-173.